# Skärfläcksålar
Skärfläcksålar eller snäppålar (Nemichthyidae) är en familj i ordningen ålartade fiskar med nio arter, indelade i tre släkten. Familjens vetenskapliga namn kommer av grekiskans nema som betyder tråd och ichthys som betyder fisk. 
De nio arterna i familjen förekommer i världshaven Atlanten, Indiska oceanen och Stilla havet och alla arter är djuphavslevande fiskar som hör hemma i den mesopelagiska och batypelagiska zonen.

## Kännetecken
Snäppålar har långa smala kroppar och de längsta arterna kan som fullvuxna nå en längd på över en meter, medan de mindre arterna blir något mindre än en meter långa. Antalet kotor i ryggraden är 170-220 hos släktena Labrichthys och Avocettina och över 750 hos släktet Nemichthys. Ryggfenan och analfenan är långsträckta. Stjärtfenan är sammanvuxen med ryggfenan och analfenan, någon synlig stjärtfena finns därför inte. Bröstfenor finns, men är ganska små. En noterbar egenhet är att anus är belägen på den främre delen av kroppen, nedanför bröstfenorna, eller en bit bakom dem (släktet Avocettina). 
Ögonen är proportionellt mot huvudet stora. Käkarna är långa och näbbliknande. Den övre käken är något längre än den undre käken och den yttre delen av käkarna är mer eller mindre böjda. Käkarnas säregna utformning gör att de inte kan slutas helt. 
När hanarna når könsmognaden genomgår de signifikanta utseendemässiga förändringar, deras käkar tillbakabildas delvis och blir kortare och tänder förloras.

## Systematik
Det finns nio arter, indelade i tre släkten:
- Släktet Avocettina
  - Avocettina acuticeps (Regan, 1916).
  - Avocettina bowersii (Garman, 1899).
  - Avocettina infans (Günther, 1878).
  - Avocettina paucipora (Nielsen & Smith, 1978).
- Släktet Labichthys
  - Labichthys carinatus (Gill & Ryder, 1883).
  - Labichthys yanoi (Mead & Rubinoff, 1966).
- Släktet Nemichthys
  - Trådål, N. scolopaceus (Richardson, 1848).
  - Nemichthys curvirostris (Strömman, 1896).
  - Nemichthys larseni (Nielsen & Smith, 1978).